# David Gergen
David Richmond Gergen, född 9 maj 1942 i Durham, North Carolina, död 10 juli 2025 i Lexington, Massachusetts, var en amerikansk politisk konsult och presidentrådgivare under Nixons, Fords, Reagans och Clintons administrationer. Han tjänstgjorde som Vita husets kommunikationschef 1976–1977 och 1981–1984.
Senare ledde han Center for Public Leadership och var professor i offentlig service vid Harvard Kennedy School. Han innehade 21 akademiska hederstitlar.
Gergen var även politisk journalist och arbetade under senare delen av karriären för såväl U.S. News and World Report som för CNN som politisk kommentator.
Gergen var en aktiv talare i ämnet ledarskap och satt med i ett flertal styrelser, bland annat Teach for America och Aspen Institute. Han var medlem i Washington D.C.:s advokatsamfund, Council on Foreign Relations, Bohemian Grove och den trilaterala kommissionen.